# کارن یاکوبسن
کارن الیزابت جاکوبسن، مجری، خواننده، گوینده انگیزشی، صداپیشه و ترانه‌سرا، متولد استرالیا و ساکن نیویورک است.
یاکوبسن که در مکی، کوئینزلند، استرالیا به دنیا آمد و از سن هفت سالگی آهنگ می‌نوشت. او در رشته صدا و پیانو از کنسرواتوریوم کوئینزلند دانشگاه گریفیث فارغ‌التحصیل شد.